# フォー・ユア・プレジャー
『フォー・ユア・プレジャー』 (For Your Pleasure) は、1973年にリリースされたロキシー・ミュージックのセカンド・アルバム。
「『ローリング・ストーン』誌が選ぶオールタイム・ベストアルバム500」において、351位にランクイン。

## 解説
デビュー・アルバム『ロキシー・ミュージック』が完成した後、オリジナル・ベーシストのグラハム・シンプソンが病気を理由に離脱した。本作の制作には、ブライアン・フェリーとシンプソンが大学生の時に結成したザ・ガス・ボード（The Gas Board）のメンバーだったジョン・ポーターが客演者として参加した。
録音は1973年2月にロンドンのAIRスタジオで、クリス・トーマスをプロデュ―サーに迎えて行なわれた。
ジャケットに写っている女性モデルは、アマンダ・レア。彼女はかつてサルバドール・ダリの愛人で、当時はフェリーの恋人だった。
アメリカ以外ではアイランド・レコードから発売された。日本では、当時アイランド・レコードを発売していたキングレコードから発売された。
本作はブライアン・イーノが在籍していたロキシー・ミュージックの最後のアルバムになった。彼は1973年6月21日に、フェリーの意を受けたマネージメントから、もはやメンバーではないことを通告された。

## 収録曲
全曲ブライアン・フェリー作。
1. 「ドゥ・ザ・ストランド」 - "Do the Strand" 4:04
2. 「ビューティー・クイーン」 - "Beauty Queen" 4:41
3. 「ストリクトリー・コンフィデンシャル」 - "Strictly Confidential" 3:48
4. 「エディションズ・オブ・ユー」 - "Editions of You" 3:51
5. 「イン・エヴリ・ドリーム・ホーム・ア・ハートエイク」 - "In Every Dream Home A Heartache" 5:29
6. 「ザ・ボーガス・マン」 - "The Bogus Man" 9:20
7. 「グレイ・ラグーン」 - "Grey Lagoons" 4:13
8. 「フォー・ユア・プレジャー」 - "For Your Pleasure" 6:51

## 備考
- LPレコードA面最後の曲「イン・エヴリ・ドリーム・ホーム・ア・ハートエイク」は、
  - ジェーン・バーキン『ランデ・ヴー』（2004年）において、バーキンとブライアン・フェリーとのデュエットという形でカヴァーされた。
  - 2012年公開予定の米国映画「Sushi Girl」（吉沢明歩主演の日本映画とは無関係）のテーマ曲。吉沢明歩の邦画と異なり、エロチックな場面がある。マーク・ハミル主演。千葉真一助演。

## パーソネル
ロキシー・ミュージック
- ブライアン・フェリー – ボーカル、ピアノ、ホフナー・ピアネット、メロトロン、ハーモニカ、リズムギター (「イン・エヴリ・ドリーム・ホーム・ア・ハートエイク」)
- イーノ – VC3シンセサイザー、バック・ボーカル
- アンディ・マッケイ – オーボエ、サクソフォーン、ファルフィッサ電子オルガン
- フィル・マンザネラ – ギター
- ポール・トンプソン – ドラム

アディショナル・ミュージシャン
- ジョン・ポーター – ベース

スタッフ
- クリス・トーマス、ジョン・アンソニー、ロキシー・ミュージック – プロデュース
- ジョン・パンター – レコーディング・エンジニア
- ジョン・ミドルトン – レコーディング・エンジニア